# Exotermická reakce

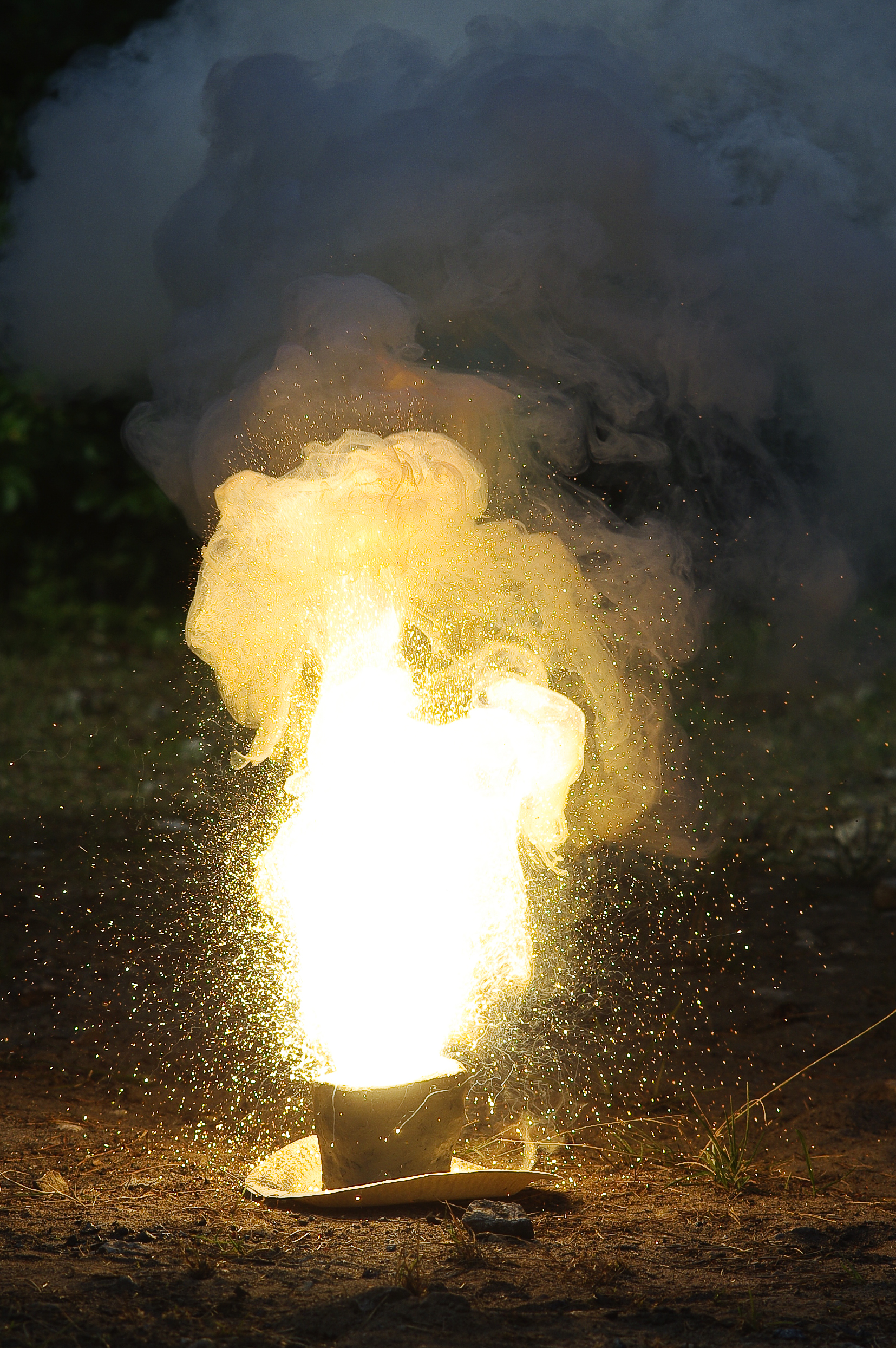
Aluminotermie – typická exotermní reakce

Exotermická (exotermní) reakce (z řeckého ἔξω exo „venku“ a θερμός thermós „teplý, horký, vyhřívaný“) je chemická reakce, při níž se uvolňuje energie, obvykle ve formě tepla. Produkty reakce proto mají nižší chemickou energii než reaktanty, které do reakce vstoupily. Při reakci obvykle dochází k nahrazení slabých vazeb silnějšími.
Množství uvolněného tepla za standardních podmínek se nazývá entalpie. Produkty exotermní reakce mají nižší entalpii než výchozí látky. Entalpie ΔH exotermní reakce je proto negativní.
Mezi silně exotermní reakce patří například hoření organických látek na vzduchu. Nekontrolované exotermní reakce, které vedou k požárům a výbuchům, jsou nebezpečné.
Opakem exotermní je reakce endotermní (endotermická), která teplo při reakci spotřebovává.

## Graf

Obecný graf exotermní reakce

Zjednodušený graf exotermní reakce ukazuje, že energie reaktantů je vyšší než energie produktů.
Ukazuje také, že většinou reakce neproběhne samovolně, ale pro uvolnění vazeb reaktantů je třeba dodat aktivační energii. Aktivační energie je minimální energie, kterou musí mít částice reagujících látek, aby při jejich srážce mohlo dojít k chemické reakci. Zjednodušeně je to energie potřebná k zahájení chemické reakce.
Teorie aktivovaného komplexu předpokládá, že po srážce molekul při dostatečné aktivační energii se vytvoří aktivovaný komplex s přechodnými vazbami mezi atomy, který se během reakce rozpadne za vzniku nové molekuly.

## Entalpie
Teplo, které se uvolní při exotermické reakci, se nazývá reakční teplo. Abychom mohli navzájem porovnávat reakční tepla jednotlivých reakcí, je třeba zavést stejné podmínky pro všechny reakce. Proto byl zaveden standardní stav – teplota 298,15  K (25 °C) a tlak 101325 Pa (1 atmosféra). Je to stav při běžných podmínkách, ve kterém je daná látka nejstálejší.
Reakční teplo za standardních podmínek se rovná standardní reakční entalpii H s jednotkou kJ.mol−1. Pro exotermní děje je hodnota ΔH záporná (ΔH < 0), protože systém předal do okolí teplo a je o energii chudší.

## Příklady
Typické exotermní reakce jsou hoření a exploze látek. Při těchto dějích se uvolňuje teplo a světlo. Příklady exotermních reakcí:
Slučování plynného vodíku s kyslíkem za vzniku vodní páry:
2H2 + O2 → 2H2O ΔH = −484 kJ.mol−1
Oxidace železa za vzniku oxidu železitého:
4Fe  + 3O2  → 2Fe2O3  ΔH = - 1648 kJ.mol−1
Spalování zemního plynu obsahujícího metan na oxid uhličitý a vodu:
2CH4  + 2O2  → CO2  + 2H2O  ΔH = - 890 kJ.mol−1